# Agutis

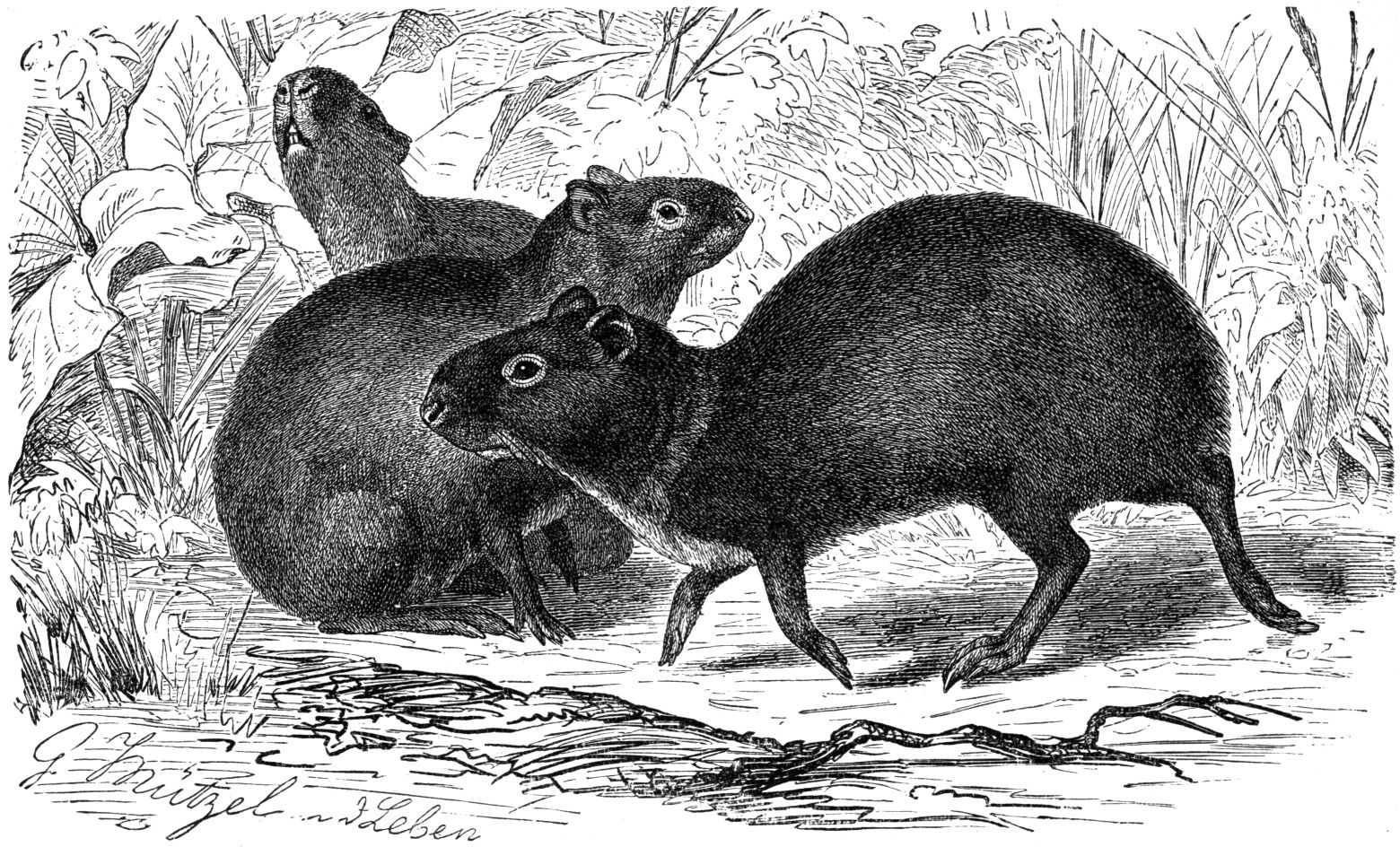
Goldagutis (Dasyprocta leporina)

Die Agutis (Dasyprocta) sind eine Nagetiergattung. Zusammen mit den Acouchis (auch als Zwerg- oder Geschwänzte Agutis bezeichnet) bilden sie die Familie der Agutis und Acouchis (Dasyproctidae). Die Gattung umfasst 13 Arten.

## Verbreitung
Agutis sind in Mittel- und Südamerika beheimatet, ihr ursprüngliches Verbreitungsgebiet reicht vom südlichen Mexiko bis ins nördliche Argentinien.

## Beschreibung
Agutis haben schlanke Körper, die auf dünnen, langen Beinen ruhen. Die Vorderbeine haben vier Zehen, die Hinterbeine, die deutlich länger sind, enden in drei Zehen. Alle Zehen tragen hufartige Krallen und sind an eine laufende Fortbewegung angepasst. Ihr Fell ist dicht und rau, es ist meistens dunkelorange oder bräunlich gefärbt. Die Unterseite ist weiß oder gelblich. Der wuchtige Kopf sitzt auf einem kurzen Hals und hat kleine, runde Ohren und große Augen. Der Schwanz ist nur ein Stummel mit einem bis vier Zentimetern Länge. Agutis erreichen eine Kopfrumpflänge von 42 bis 62 Zentimetern und ein Gewicht von 1,5 bis 4,0 Kilogramm.
Die Grannenhaare weisen eine besonders ausgeprägte Ringelzeichnung auf, die namensgebend für ähnliche Haarmuster ist, die sogenannten Agutiringe (siehe Agouti Fellzeichnung).

## Lebensweise
Agutis bewohnen eine Reihe von Habitaten, darunter Wälder, dichtes Buschland und Savannen, aber auch Felder und Plantagen. Sie sind in erster Linie tagaktiv, nur in stark besiedelten Gebieten kommen sie erst in der Dämmerung aus ihrem Versteck. Als Unterschlupf dienen ihnen selbstgegrabene Baue, aber auch hohle Baumstämme und dichte Vegetation.
Agutis sind Bodenbewohner, deren Körperbau auf schnelles Laufen ausgerichtet ist. Sie sind Zehengänger (digitigrad) und galoppieren im Bedrohungsfall rasch davon. Trampelpfade von ihren Unterschlüpfen zu ihren Weidegebieten erleichtern ein schnelles Vorwärtskommen. Bei der Nahrungsaufnahme sitzen sie auf ihren Hinterbeinen und nehmen ihr Fressen in die Vorderpfoten, aus dieser Position können sie ohne großen Zeitverlust fliehen.
Agutis leben einzelgängerisch oder in Paaren. Sie bewohnen ein festes Territorium, das sie aggressiv zumindest gegen gleichgeschlechtliche Artgenossen verteidigen. Zu ihren Kommunikationsformen gehören das Aufstellen der Rückenhaare – eine Drohgebärde – und eine Reihe von Lauten, darunter ein an Hundegebell erinnernder Alarmton.

## Nahrung

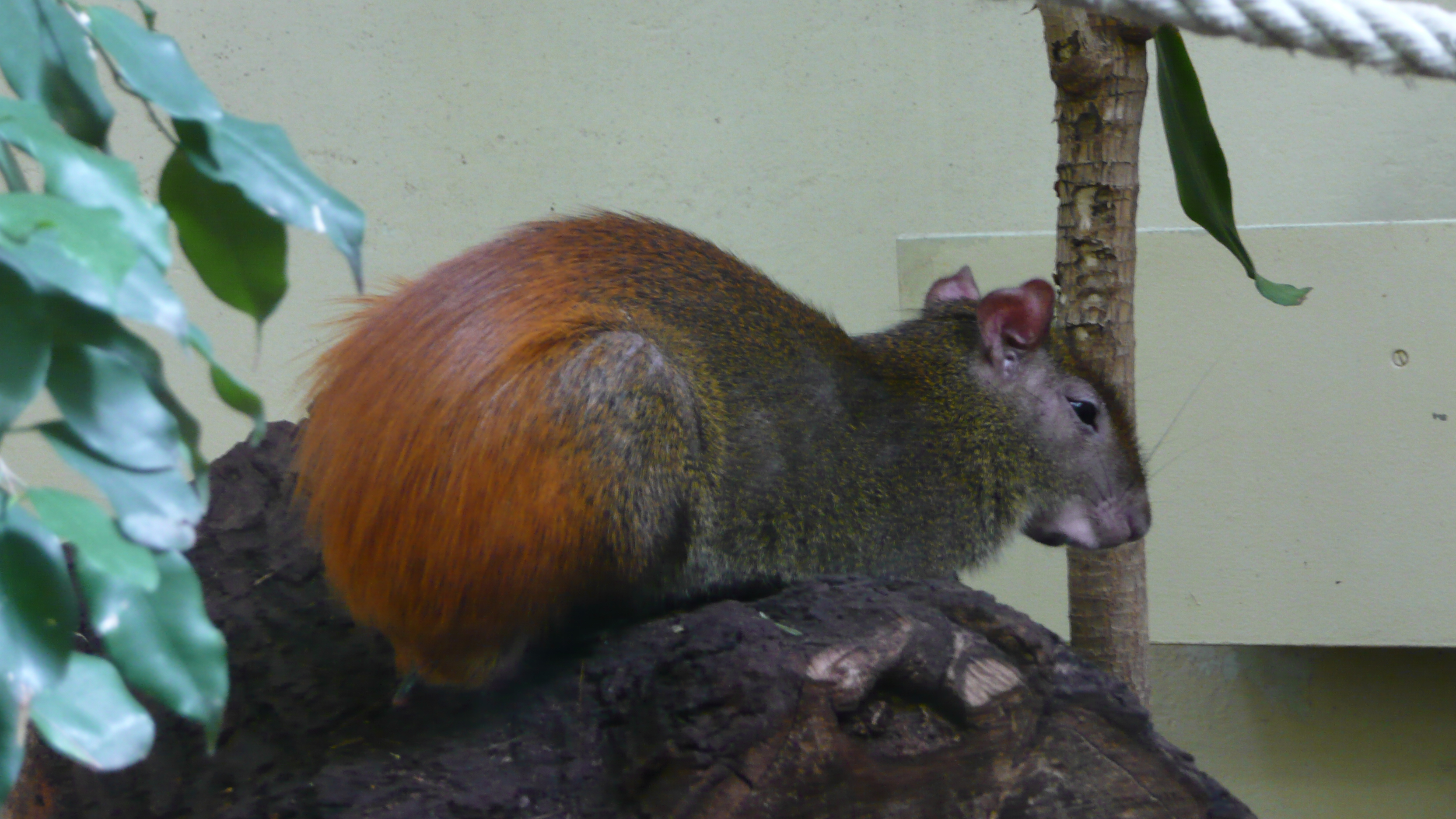
Goldaguti (Goldhase) in der Wilhelma

Agutis sind Pflanzenfresser, die bei der Nahrungssuche nicht wählerisch sind. So verzehren sie Früchte, Nüsse, Blätter, Stängel und auch Wurzeln. Es gibt Berichte, wonach sie Primatengruppen folgen und die Früchte fressen, die diesen hinuntergefallen sind. Beim Fressen stehen Agutis auf den Hinterbeinen und halten die Nahrung zwischen ihren Pfoten.
Im Amazonasgebiet sind Agutis fast die einzigen Tiere, die mit ihrem starken Gebiss die harten Kapselfrüchte der Paranuss öffnen können. Da sie die nicht verzehrten Nüsse nagertypisch vergraben, tragen sie entscheidend zu Verbreitung und Erhalt der Paranussbestände bei.

## Fortpflanzung
In den meisten Regionen kann die Paarung das ganze Jahr über erfolgen. Als Teil des Paarungsrituals wurde beobachtet, dass das Männchen das Weibchen mit seinem Urin bespritzt, was bei ihr heftige Tanzbewegungen auslöst. Nachdem dieser Vorgang mehrere Male wiederholt wurde, kommt es zur Paarung. Die Tragzeit beträgt rund 100 bis 120 Tage, und die Wurfgröße liegt bei eins oder zwei, selten drei. Neugeborene Agutis sind behaart und Nestflüchter, sie können binnen einer Stunde laufen. Nach rund fünf Monaten werden die Jungtiere entwöhnt, wenn das Weibchen erneut trächtig ist, trennt es sich von den Jungtieren. Das höchste bekannte Lebensalter eines Agutis betrug knapp 18 Jahre.

## Agutis und Ökosystem
Agutis können für die Pflanzenausbreitung bedeutungsvoll sein und Samen verschleppen (Zoochorie). So steht das Mittelamerikanische Aguti mit der Ausbreitung von Guapinol (Hymenaea courbaril) eng in Verbindung, sodass sich das Verbreitungsgebiet des Baumes oft mit dem des Nagers deckt. Obgleich die Samenfrüchte recht groß sind, werden sie durch die Tiere bis zu 200 m weit transportiert. Dort haben die Samen eine höhere Überlebenswahrscheinlichkeit als unter der Mutterpflanze, „wo 99 % der Samen anderen Nagern oder dem Halsbandpekari zum Opfer fallen“.

## Agutis und Menschen

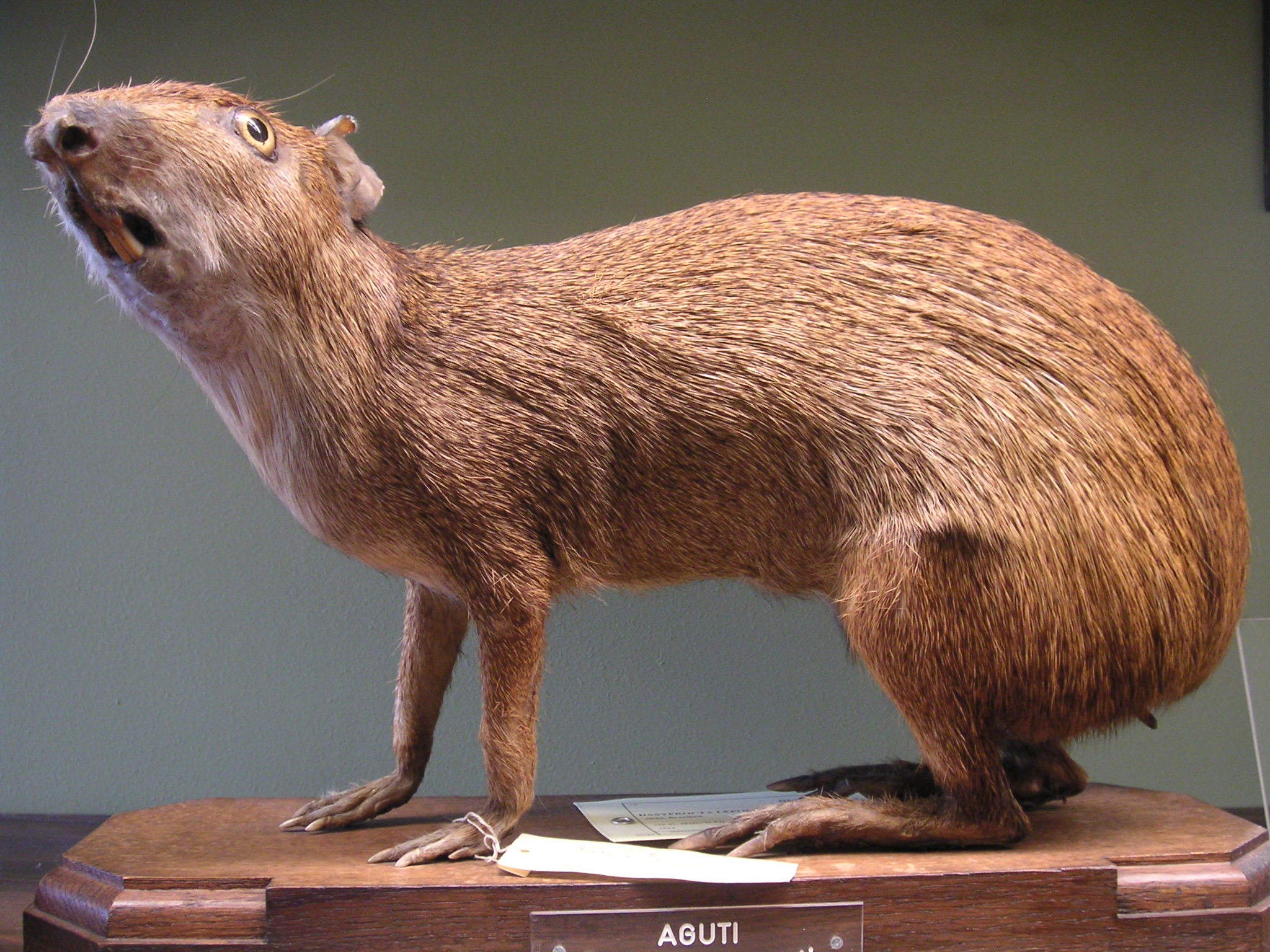
Ausgestopftes Exemplar

Einerseits weil sie des Öfteren in Plantagen einfallen und diese verwüsten, andererseits wegen ihres wohlschmeckenden Fleisches werden Agutis von Menschen gejagt. Von indianischen Völkern wurden Agutis vor der Ankunft der Europäer zur Nahrungsversorgung auf mehreren karibischen Inseln eingeführt, diese Bestände gelten heute, mit Ausnahme des Bestands der Insel Dominica, alle als erloschen.

## Gefährdungssituation
Die Zerstörung ihres Lebensraumes trägt neben der Verfolgung durch den Menschen dazu bei, dass fünf der elf Arten auf der Roten Liste gefährdeter Arten der Weltnaturschutzunion IUCN stehen. Als gering gefährdet (Near Threatened) wird das Orinoco-Aguti bewertet; als gefährdet (Vulnerable) beurteilt man das Coiba-Aguti; stark gefährdet (Endangered) sieht man das Roatán-Aguti und das Mexikanische Aguti wird als vom Aussterben bedroht (Critically Endangered) gesehen. Eine weitere Art, das Azara-Aguti, wurde 1996 als gefährdet eingestuft; derzeit sind für eine Beurteilung aber ungenügend Daten vorhanden (Data Deficient).

## Systematik

### Äußere Systematik
Die Agutis und Acouchis werden innerhalb der Stachelschweinverwandten (Hystricomorpha) mit den rezenten Meerschweinchen (Cavidae) und den Pakas (Cuniculidae) sowie einigen fossilen Taxa in die Überfamilie der Meerschweinchenartigen (Cavioidea) innerhalb der Meerschweinchenverwandten (Caviomorpha) eingeordnet. Die den Pakas ähnlichen Pakarana (Dinomydiae) werden in aktuellen Systematiken den Chinchillaartigen (Chinchilloidea) als Schwestergruppe der Chinchillas (Chinchillidae) zugewiesen.

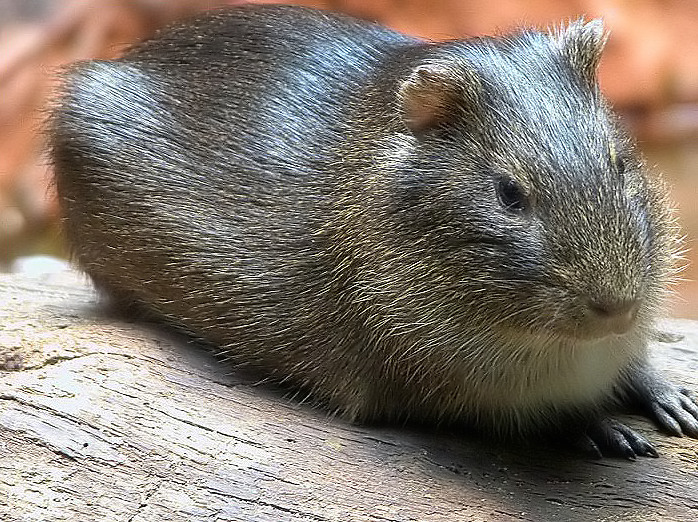
Gemeines Meerschweinchen (Cavia aperea)
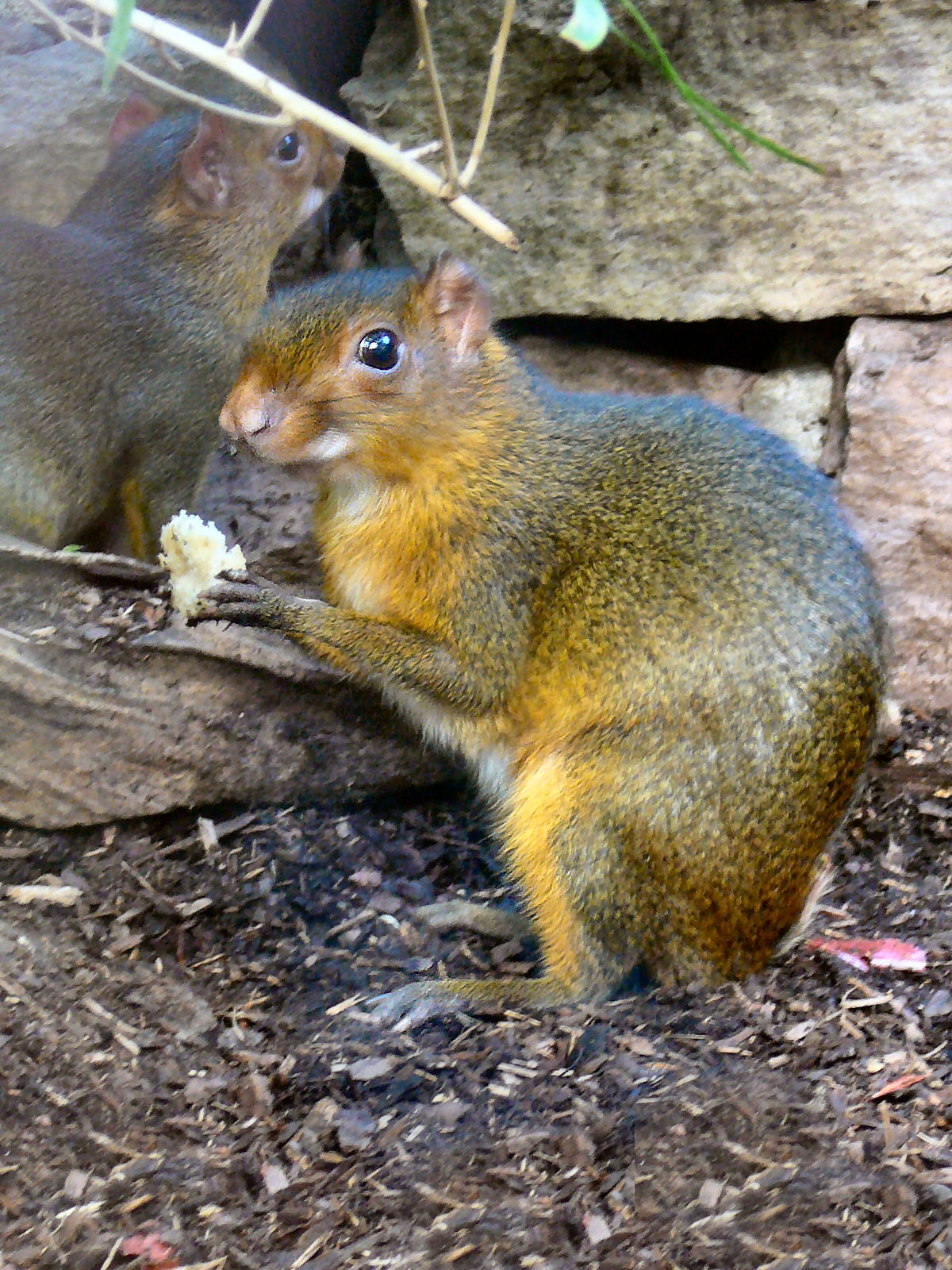
Grünes Acouchi (Myoprocta pratti)
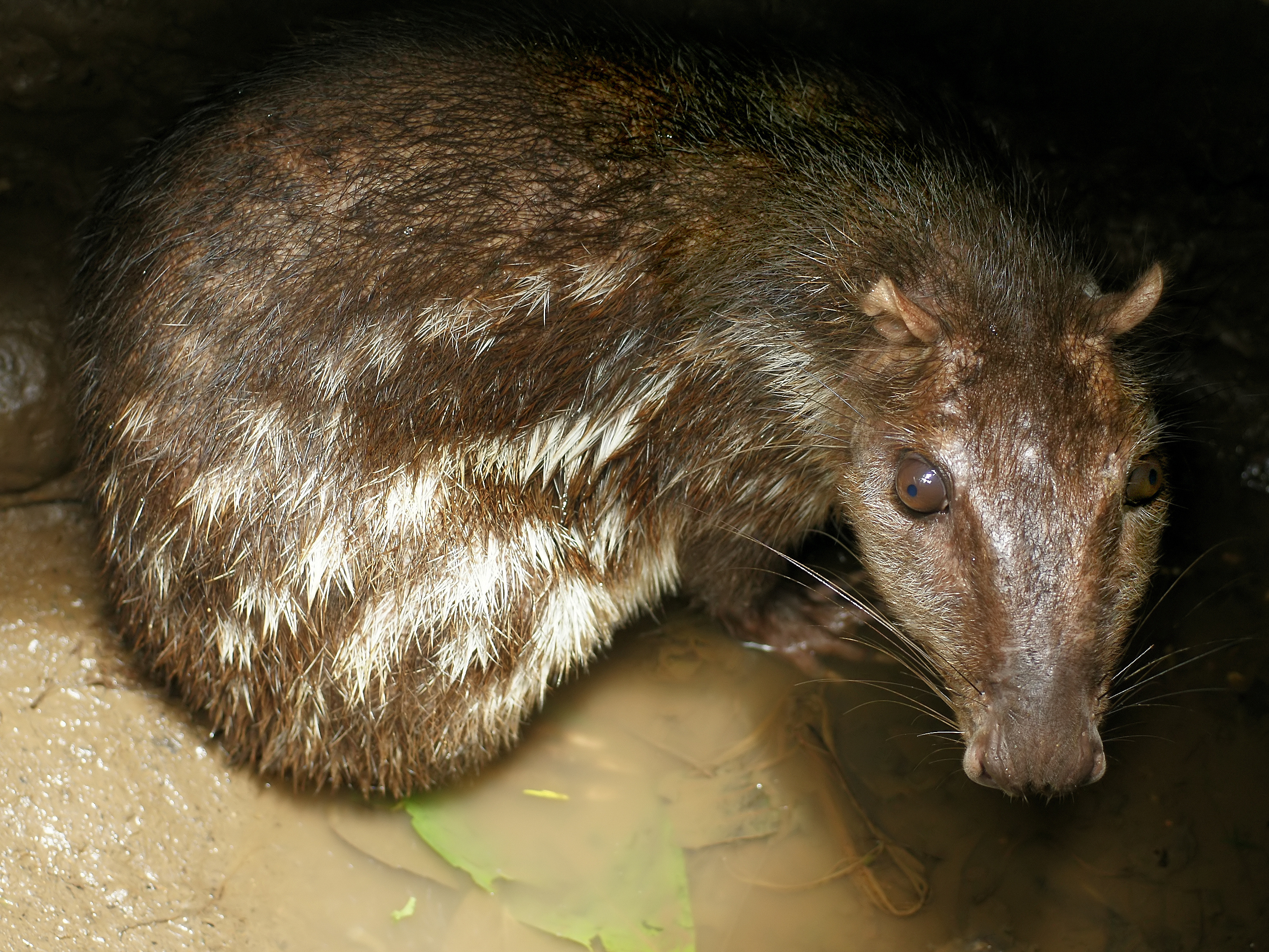
Paka (Cuniculus paca)

Zur konkreten Phylogenese innerhalb der Cavioidea gibt es unterschiedliche Hypothesen, nach denen die meisten die Agutis und Acouchis und einzelne die Pakas als ursprünglichstes Taxon betrachten. Die Meerschweinchen sind in allen Hypothesen die abgeleiteten Formen.

### Innere Systematik

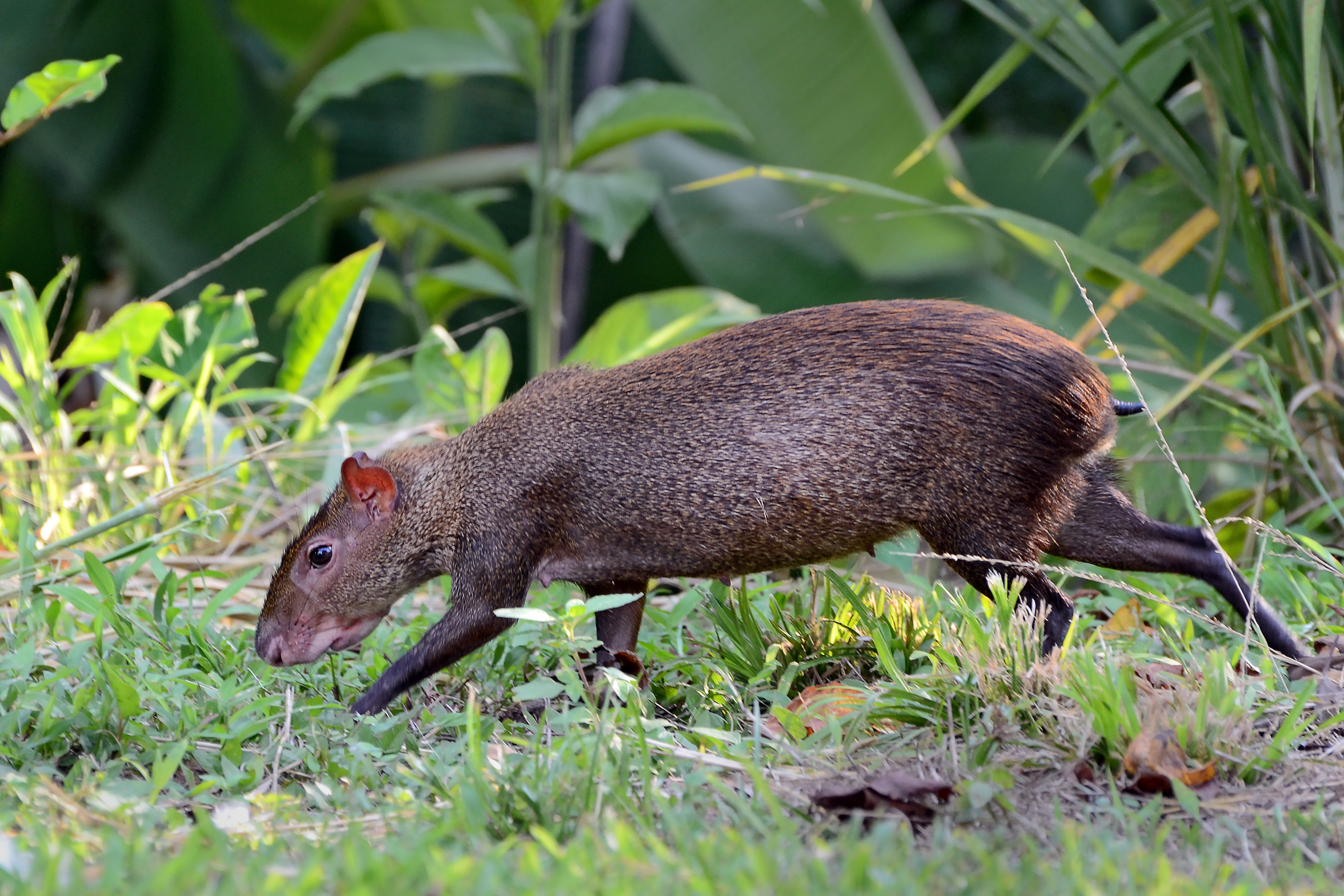
Mittelamerikanisches Aguti (Gamboa, Panama)

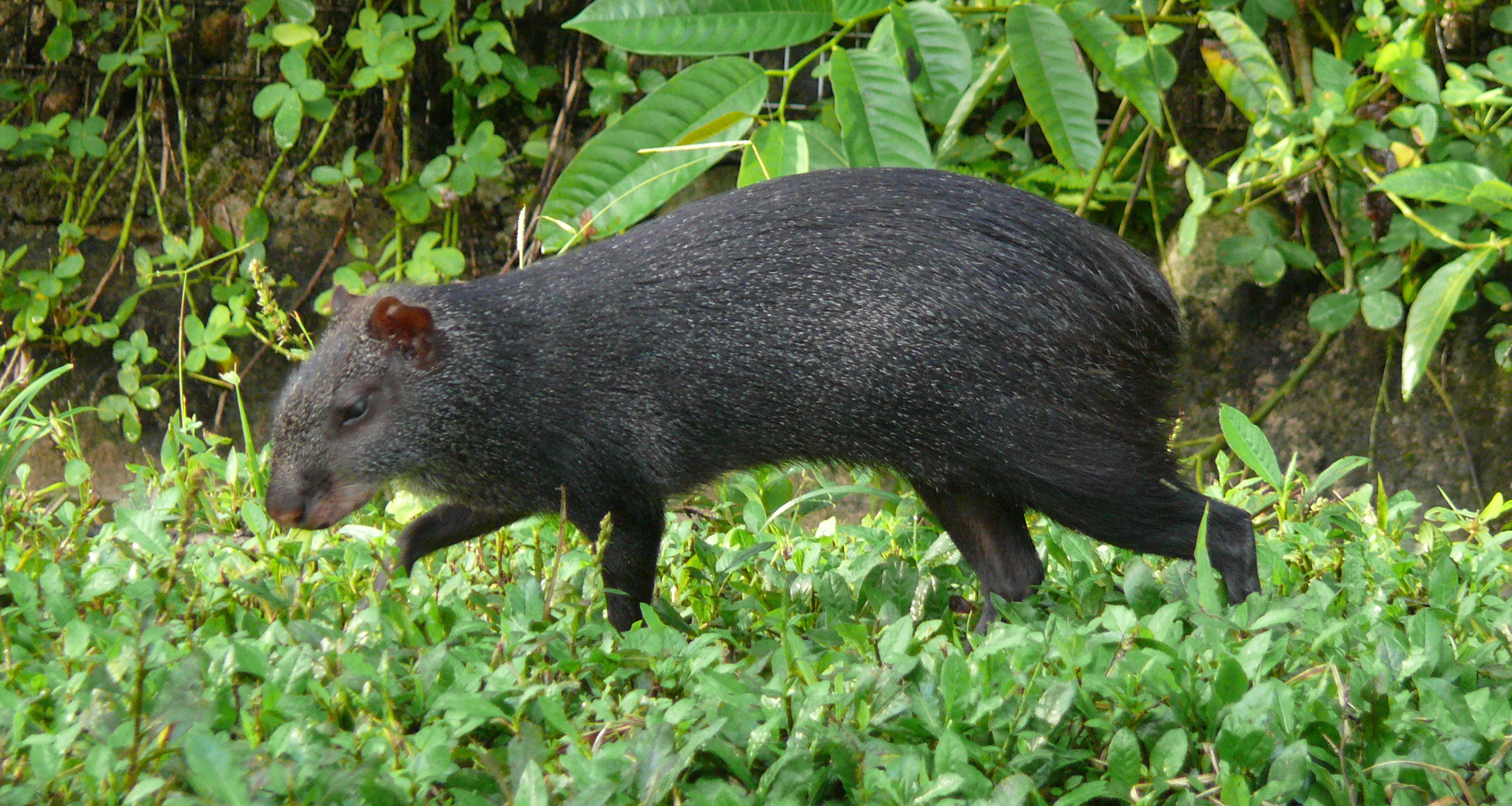
Schwarzes Aguti

Insgesamt werden 13 Arten der Agutis unterschieden:
- Das Azara-Aguti (Dasyprocta azarae Lichtenstein, 1823) lebt im südlichen Brasilien und dem nördlichen Argentinien. Die IUCN listet es als gefährdet.
- Das Coiba-Aguti (Dasyprocta coibae Thomas, 1902) ist auf der Insel Coiba vor der Küste Panamas endemisch. Es gilt als bedroht.
- Das Orangefarbene Aguti (Dasyprocta croconota Wagler, 1831) ist im Amazonasgebiet in Brasilien verbreitet.
- Das Schwarze Aguti (Dasyprocta fuliginosa Wagler, 1832) lebt im nördlichen Südamerika (von Kolumbien bis ins Amazonasgebiet).
- Das Orinoco-Aguti (Dasyprocta guamara Ojasti, 1972) lebt im Orinocodelta in Venezuela.
- Das Pernambuco-Aguti (Dasyprocta iacki Feijó & Langguth, 2013) kommt in einem kleinen Gebiet im brasilianischen Bundesstaat Paraíba vor.
- Das Kalinowski-Aguti (Dasyprocta kalinowskii Thomas, 1897) ist im südöstlichen Peru beheimatet und hat einen unklaren Bedrohungsstatus.
- Das Goldaguti (Dasyprocta leporina (Linnaeus, 1758), die Bezeichnung D. aguti ist veraltet) ist im nördlichen und mittleren Südamerika beheimatet.
- Das Mexikanische Aguti (Dasyprocta mexicana Saussure, 1860) lebt im südlichen Mexiko. Es ist als vom Aussterben bedroht gelistet.
- Das Schwarzsteißaguti (Dasyprocta prymnolopha Wagler, 1831) kommt im östlichen Brasilien vor.
- Das Mittelamerikanische Aguti (Dasyprocta punctata Gray, 1842) ist von Yucatán bis nach Ecuador verbreitet.
- Das Roatán-Aguti (Dasyprocta ruatanica Thomas, 1901) ist auf der zu den Islas de la Bahía gehörenden Insel Roatán vor der Küste Honduras’ endemisch. Es gilt als bedroht.
- Das Vielfarbige Aguti (Dasyprocta variegata Tschudi, 1845) kommt im Süden von Peru und eventuell auch in Bolivien vor.

Die Acouchis oder Zwergagutis bilden eine eigene Gattung (Myoprocta).

## Belege
1. ↑  Heinrich Dathe, Paul Schöps (Hrsg.): Pelztieratlas. Unter Mitarbeit von 11 Fachwissenschaftlern. VEB Gustav Fischer Verlag, Jena 1986, S. 24.
2. ↑  Winnie Hallwachs: Agoutis (Dasyprocta punctata): the inheritors of guapinol (Hymenaea courbaril: Leguminosae). In: Frugivores and seed dispersal, Band 15 der Serie Tasks for vegetation science, Springer Netherlands, 1986, S. 285–304, doi:10.1007/978-94-009-4812-9_25.
3. ↑  Dasyprocta in der Roten Liste gefährdeter Arten der IUCN 2010. Abgerufen am 15. März 2010.
4. 1 2  
Diane L. Rowe, Rodney L. Honeycutt: Phylogenetic Relationships, Ecological Correlates, and Molecular Evolution Within the Cavioidea (Mammalia, Rodentia). Molecular Biology and Evolution 19 (3), 2002; S. 263–277. (Volltext)
5. ↑  
Jonathan L. Dunnum: Superfamily Cavioidea G. Fischer, 1817 In: James L. Patton, Ulyses F.J. Pardinas, Guillermo D’Elía (Hrsg.): Mammals of South America, Volume 2 – Rodents. The University of Chicago Press, Chicago 2015; S. 690.
6. ↑  
Jonathan L. Dunnum: Suborder Hystricomorpha Brandt, 1855, Infraorder Hystricognathi Tullberg, 1899 In: James L. Patton, Ulyses F.J. Pardinas, Guillermo D’Elía (Hrsg.): Mammals of South America, Volume 2 – Rodents. The University of Chicago Press, Chicago 2015; S. 688–690.
7. ↑  
Juan C. Opazo: A molecular timescale for caviomorph rodents (Mammalia, Hystricognathi). Molecular Phylogenetics and Evolution 37, 2005; S. 932–937. doi:10.1016/j.ympev.2005.05.002, Volltext.
8. ↑  
Diane L. Rowe, Katherine A. Dunn, Ronald M. Adkins, Rodney L. Honeycutt: Molecular clocks keep dispersal hypotheses afloat: evidence for trans-Atlantic rafting by rodents. Journal of Biogeography 37 (2), Februar 2010; S. 305–324. doi:10.1111/j.1365-2699.2009.02190.x.
9. ↑  
María E. Pérez, Diego Pol: Major Radiations in the Evolution of Caviid Rodents: Reconciling Fossils, Ghost Lineages, and Relaxed Molecular Clocks. PlosOne, 29. Oktober 2012. doi:10.1371/journal.pone.0048380.
10. ↑  
Nathan S. Upham, Bruce D. Patterson: Diversification and biogeography of the Neotropical caviomorph lineage Octodontoidea (Rodentia: Hystricognathi). Molecular Phylogenetics and Evolution 63 (2), Mai 2012; S. 417–429. doi:10.1016/j.ympev.2012.01.020.